# 興禪寺
興禪寺位於四川省內江市資中縣，文物遺址年代判定為明。2012年7月16日公佈為第八批四川省文物保護單位。
興禪寺位於四川省內江市資中縣雙龍鎮騎龍村十社，騎龍小學駐地。興禪寺建於明正德十年（1515），坐西向東。四合院佈局，占地面積930.4平方公尺。前殿：磚木結構，硬山式屋頂，抬梁式結構，面闊5間22公尺，進深11.7公尺。正殿：磚木結構歇山式屋頂，抬梁式結構，面闊3間17.6公尺，進深13.4公尺，通高11公尺，素面台基高1公尺，階梯式踏通5級。觀音殿：木結構重簷歇山式屋頂，穿逗式梁架，面闊5間19.8公尺，進深16公尺，建築面積316.8平方公尺。該寺對研究明代建築有一定價值。1988年，興禪寺被資中縣人民政府公佈為縣級文物保護單位。